# 肉食即谋杀
《肉食即谋杀》是英国摇滚乐队史密斯乐队的第二张录音室专辑，于1985年2月11日发行。它是乐队唯一一张登上英国专辑排行榜榜首的录音室专辑，并在榜单上停留了13周。这张专辑在国际上取得了成功，在欧洲百大专辑榜上停留了11周， 最高排名第29位。 在美国，这张专辑在Billboard 200排行榜上也达到了第110名。

## 创作
继史密斯乐队的首张录音室专辑《史密斯》（1984）后，主唱莫里西和吉他手约翰尼·马尔又亲自制作了这张专辑。专辑制作过程中，乐队仅接受了音频工程师斯蒂芬·斯特里特（Stephen Street）的协助。他们在《Heaven Knows I'm Miserable Now》的录音工作中第一次见到斯蒂芬·斯特里特，并要了他的联系电话。 不过，这张专辑的制作人一栏最终只写了“史密斯乐队”。
莫里西向马尔和斯特里特提供了他自己的BBC音效记录副本，作为专辑采样的来源。 莫里西在乐队未来的创作中延续了这种做法。
《肉食即谋杀》比前作更具激进性和政治色彩，包括了主张素食主义的同名主打歌（莫里西禁止乐队成员被拍到在吃肉）， 以及反对体罚的歌曲《The Headmaster Ritual》。在音乐上，乐队展现了更多的冒险精神，马尔和乐队贝斯手安迪·鲁尔克在《Rusholme Ruffians》和《Barbarism Begins at Home》中分别融入了乡村摇滚乐和放克。值得注意的是，《Rusholme Ruffians》借鉴了维多利亚·伍德歌曲《Fourteen Again》的元素。作家约翰·金认为，这张专辑的同名主打歌可能受到了无政府朋克乐队冲突1983年的歌曲《Meat Means Murder》的启发，后者也探讨了相同的主题，并以慢节奏开场。
莫里西在关于该专辑的许多采访中表达了自己强烈的政治立场。他的攻击目标包括撒切尔政府、英国君主制以及同时代的音乐人。当被问及当时在英国媒体上大力宣传的慈善活动Band Aid时，他讽刺道：“一个人可以非常关心埃塞俄比亚的人民，却每天对英国人民施加折磨。”  他也开始在演出和采访中宣传素食主义，甚至说服一家苏格兰电视台在晚餐时间播放屠宰场的画面。

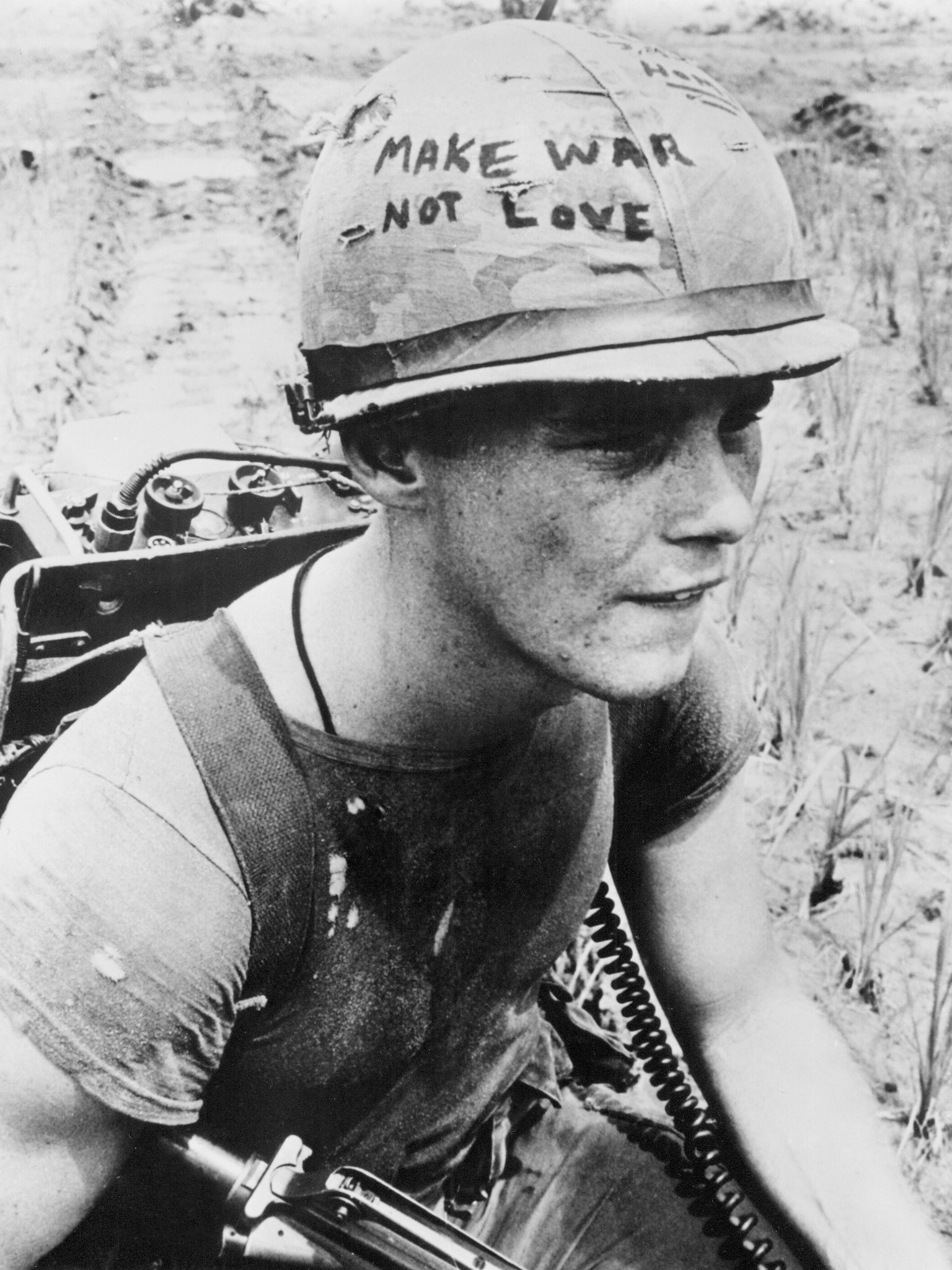
迈克尔·韦恩上士于1967年拍摄的原照片。

专辑的封面使用了一张美国海军陆战队上士迈克尔·韦恩（Michael Wynn）1967年在越南拍摄的照片，并将他头盔上的“Make War Not Love”字样改为了“Meat Is Murder”。韦恩在2019年表示，他从未授权过乐队使用这张照片作为封面，并且对头盔上的字样被改动“并不是很高兴”。

## 曲目列表
| 曲序     | 曲目                          | 时长  |
| -------- | ----------------------------- | ----- |
| 1.       | The Headmaster Ritual         | 4:52  |
| 2.       | Rusholme Ruffians             | 4:20  |
| 3.       | I Want the One I Can't Have   | 3:14  |
| 4.       | What She Said                 | 2:42  |
| 5.       | That Joke Isn't Funny Anymore | 4:59  |
| 6.       | Nowhere Fast                  | 2:37  |
| 7.       | Well I Wonder                 | 4:00  |
| 8.       | Barbarism Begins at Home      | 6:57  |
| 9.       | Meat Is Murder                | 6:06  |
| 总时长： | 总时长：                      | 39:47 |

## 制作人员
| 史密斯乐队 - 莫里西 – 主唱 - 约翰尼·马尔 – 吉他，钢琴，滑音管吉他，（《That Joke Isn't Funny Anymore》） 声音效果（《Well I Wonder》） - 安迪·鲁尔克 – 贝斯 - 迈克·乔伊斯 – 鼓，铃鼓， 康加鼓 | 制作人 - 史密斯乐队 – 制作人 - 斯蒂芬·斯特里特– 音频工程师，声音效果（《Rusholme Ruffians》《I Want the One I Can't Have》《Meat Is Murder》） - 蒂姆·杨（Tim Young） – 母带制作 | 设计 - 卡琳·高夫（Caryn Gough） – 包装设计 - 保罗·斯莱特里（Paul Slattery） – 乐队合照摄影 - （Toshi Yajima） – 莫里西单人照片摄影 |

## 评价
| 評論得分                          | 評論得分 |
| 來源                              | 評分     |
| --------------------------------- | -------- |
| AllMusic                          | [ 17 ]   |
| Blender                           | [ 18 ]   |
| Chicago Tribune                   | [ 19 ]   |
| The Encyclopedia of Popular Music | [ 20 ]   |
| Pitchfork                         | 8.1/10   |
| Q                                 | [ 22 ]   |
| The Rolling Stone Album Guide     | [ 23 ]   |
| Select                            | 4/5      |
| Sounds                            | [ 25 ]   |
| Uncut                             | [ 26 ]   |
| The Village Voice                 | C+       |

2003年，《肉食即谋杀》在滚石杂志五百大专辑中排名第295位， 在2012年修订后的榜单中排名第296位。 专辑亦被收录在2005年出版的《生前必听的1001张专辑》中。